# ローリング (映画)
『ローリング』 (Rolling) は、冨永昌敬監督・脚本による2015年の日本のドラマ映画。茨城県水戸市大工町を舞台としている。第23回レインダンス映画祭出品作品。

## あらすじ
故郷の水戸市で高校教師を務めていた権藤（川瀬陽太）は、女子更衣室の盗撮が発覚したことにより、10年前に教職を退いている。彼は、東京で出会ったキャバクラ嬢のみはり（柳英里紗）を連れて、10年ぶりに帰郷する。権藤とみはりは、慰謝料を求める元生徒たちの追跡から逃れるため、雑居ビルに身を潜める。おしぼり工場で働く貫一（三浦貴大）は偶然にも、そのビルでおしぼりを回収しているところだった。権藤の教え子だった貫一は、権藤をかくまい、みはりの足の怪我を手当てして、2人の窮地を救う。
権藤は貫一に仕事を紹介してもらうが、それも長続きせず、貫一を呆れさせる。そんな折、権藤はクラブで泥酔して意識を失う。彼が自宅で目を覚ますと、元教え子の繁夫（松浦祐也）と田浦（礒部泰宏）と容子（森レイ子）が、10年前に盗撮された女子更衣室のビデオを見ていた。そこには、今は芸能人として活躍する朋美（井端珠里）が生前のジュン（星野かよ）と愛を交わす姿も映っている。
権藤と繁夫と田浦は、朋美の芸能事務所に連絡する。マネージャーの広岡（高川裕也）が、弁護士の黒木（杉山ひこひこ）と元警察官の野中（西桐玉樹）とともに、権藤たちの前に姿を現す。権藤たちは、盗撮映像のハードディスクを渡した見返りとして、多額の現金を受け取る。後日、黒木は権藤たちを草原へ連れて行き、太陽光パネルへの投資を持ちかける。権藤は、黒木の甘言につられて浮き立ち、貫一に軽蔑される。
みはりと交際を始めた貫一は、ある日、朋美に呼び出される。朋美は貫一に、女子更衣室の映像をインターネット上に流してほしいと頼む。かつて朋美と付き合っていた貫一は、曖昧な返事を残し、彼女と別れる。彼は、しばらく逡巡したのち、女子更衣室の映像のバックアップを家の窓から投げ捨てる。
朋美の姿が映った女子更衣室の映像は世間に流出し、週刊誌でも話題にされることとなる。繁夫は、貫一が映像を流出させたのだと思い込む。電気ドリルを手に持った繁夫は、充電器と延長コードを抱えた船越（橋野純平）とともに、貫一に迫って来る。貫一はビルの屋上に追いつめられるが、電気ドリルの充電が切れたことにより、辛くも逃げ切る。船越は、指図ばかりを繰り返す繁夫に業を煮やし、繁夫をナイフで刺す。権藤は、みはりとともに水戸から姿を消す。
数か月後、貫一と田浦は草原を訪れる。草陰では、権藤の骨が鳥たちの巣材として用いられている。貫一は、女子更衣室の映像の流出が、朋美の頼みを聞いた田浦の手によるものだったことを知らされる。朋美は、生前は誰の記憶にも残らなかったジュンの存在を、どんな形であれ、社会に知っておいてほしかったのだという。貫一は、権藤の骨に向かって「先生に感謝してる奴がいたよ」と呟く。権藤の骨の横には、もう一体　みはりと暗示される骨があった・・・。貫一と田浦は大きな骨を土に埋めるが、小さい骨は「先生には鳥の巣が調度いい」と埋めずに、やがて鳥の巣となるのであった。

## キャスト
- 貫一 - 三浦貴大
- みはり - 柳英里紗
- 権藤 - 川瀬陽太
- 繁夫 - 松浦祐也
- 田浦 - 礒部泰宏
- 船越 - 橋野純平
- 容子 - 森レイ子
- 朋美 - 井端珠里
- 黒木 - 杉山ひこひこ
- 野中 - 西桐玉樹
- 隣りの奥さん - 深谷由梨香
- ジュン - 星野かよ
- 広岡 - 高川裕也

## スタッフ
- 監督・脚本・製作：冨永昌敬
- 製作：木滝和幸
- アソシエイトプロデューサー：磯崎寛也 宇野航
- 企画：宮崎雅彦
- エグゼクティブプロデューサー：小曽根太 甲斐真樹 宮前泰志 池内洋一郎
- 撮影：三村和弘
- 美術：仲前智治
- 照明：中村晋平
- 録音：高田伸也
- 整音効果：山本タカアキ
- 編集：田巻源太
- 音楽：渡邊琢磨
- 衣装：加藤將
- ヘアメイク：小濱福介
- 助監督：荒木孝眞
- 制作担当：佛木雅彦
- 協力プロデューサー：平島悠三
- 制作プロダクション：ぽてんひっと
- 制作協力：シネマパンチ
- 配給：マグネタイズ

## 上映
2015年4月11日、水戸芸術館にて完成披露試写会が行われた。6月13日に一般公開された。

## 受賞
- 第89回キネマ旬報ベスト・テン 日本映画ベスト・テン 第10位[5]
- 第25回日本映画プロフェッショナル大賞（2016年）[6]
  - 主演男優賞（川瀬陽太、『犯る男』と合わせて）
  - ベストテン・第3位